# Bouillac (Dordogne)
Bouillac ist eine französische Gemeinde mit 123 Einwohnern (Stand 1. Januar 2022) im Département Dordogne in der Region Nouvelle-Aquitaine (vor 2016: Aquitanien). Sie gehört zum Arrondissement Bergerac und zum Kanton Lalinde.
Der Name in der okzitanischen Sprache lautet Bolhac und geht auf ein Landgut in gallorömischer Zeit zurück, das einem gewissen „Bullius“ oder „Billius“ gehörte.
Die Einwohner werden Bouillacois und Bouillacoises genannt.

## Geographie
Bouillac liegt ca. 35 Kilometer südöstlich von Bergerac und ca. 30 Kilometer südwestlich von Sarlat-la-Canéda in der historischen Provinz Périgord am südlichen Rand des Départements.
Umgeben wird Bouillac von den Nachbargemeinden:
| Le Buisson-de-Cadouin   | Urval                                       |                          |
| Montferrand-du-Périgord | Kompassrose, die auf Nachbargemeinden zeigt | Saint-Pardoux-et-Vielvic |
|                         | Saint-Avit-Rivière                          |                          |

Bouillac liegt im Einzugsgebiet des Flusses Dordogne. Die Couze, eines seiner linken Nebenflüsse, durchquert das Gebiet der Gemeinde. Der Ségurel, ein Nebenfluss der Couze, entspringt in Bouillac.

## Geschichte

### Toponymie
Toponyme und Erwähnungen von Bouillac waren:
- Bolhac (1280, Archiv von Cadouin),
- Maria de Bolhas (15. Jahrhundert, Collection de l’abbé de Lespine),
- Boliac (1560),
- Boulliac (1750 und 1793, Karte von Cassini, bzw. Notice Communale),
- Bouillat (1801, Bulletin des Lois),
- Boulliac (1873, Dictionnaire topographique du département de la Dordogne).[5][6][7]

### Einwohnerentwicklung
Nach Beginn der Aufzeichnungen stieg die Einwohnerzahl in der Mitte des 19. Jahrhunderts auf einen Höchststand von rund 400. In der Folgezeit sank die Größe der Gemeinde bei kurzen Erholungsphasen bis zu den 1980er Jahren auf rund 100 Einwohner, bevor ein leichtes Wachstum einsetzte, das heute noch anhält.
| Jahr      | 1962 | 1968 | 1975 | 1982 | 1990 | 1999 | 2006 | 2010 | 2022 |
| --------- | ---- | ---- | ---- | ---- | ---- | ---- | ---- | ---- | ---- |
| Einwohner | 131  | 139  | 115  | 97   | 114  | 119  | 121  | 125  | 123  |

## Sehenswürdigkeiten

### Pfarrkirche Saint Pierre ès Liens
Die dem heiligen Petrus in Ketten gewidmete Kirche wurde ursprünglich im 12. Jahrhundert errichtet.

### Schloss Bouillac
Es ist das ehemalige Domizil der Familie Chantal. Das Anwesen wurde in der Eigenschaft als Schloss im 19. Jahrhundert erwähnt. Es besitzt einen imposanten viereckigen Turm mit einem Walmdach. Das Schloss ist heute in Privatbesitz und der Öffentlichkeit nicht zugänglich.

### Schloss Bourdoux
Es besticht durch sein mittelalterliches Aussehen mit einer Ringmauer und zahlreichen Türmen. Das Schloss weist architektonische Elemente sowohl des Mittelalters als auch der Renaissance auf mit seinen Zinnen, Maschikulis, Zwillingsfenstern und Lukarnen. Das vollständig restaurierte Schloss ist heute in Privatbesitz und der Öffentlichkeit nicht zugänglich.

## Wirtschaft und Infrastruktur
Die Landwirtschaft wird geprägt u. a. vom Anbau von Tabak, der Milchwirtschaft und der Geflügelzucht.
Bouillac liegt in den Zonen AOC der Noix du Périgord, der Walnüsse des Périgord, und des Nussöls des Périgord.

### Sport und Freizeit
- Der GR 36, ein Fernwanderweg von Ouistreham in der Normandie nach Bourg-Madame in den östlichen Pyrenäen, führt durch das Gebiet der Gemeinde.[16]

- Der Rundweg Boucle de la Forêt - Saint Marcory besitzt eine Länge von 17,2 km bei einem Höhenunterschied von 109 m. Er führt durch die Gebiete der Gemeinden Bouillac, Saint-Avit-Rivière und Saint Marcory.[17]

### Verkehr
Bouillac wird durchquert von der Route départementale 26, die die Gemeinde mit Saint-Avit-Rivière im Westen verbindet und an die Route départementale 53 im Osten anschließt, die die Gemeinden Pays de Belvès und Monpazier verbindet.